# Ibn Hawqal
Abū l-Qāsim Muhammad b. ‘Alī al-Nāsībī, detto Ibn Hawqal (in arabo ابن حوقل‎?; Nisibin, ... – 988), è stato un mercante, geografo e viaggiatore arabo.

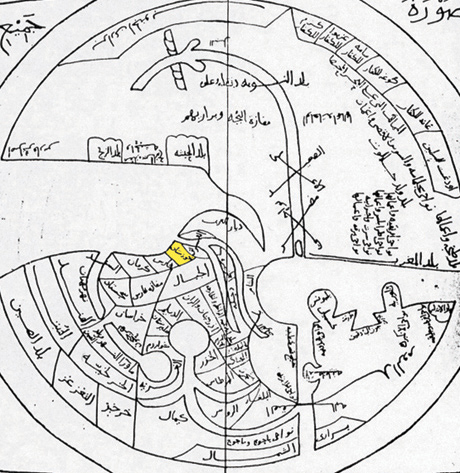
Mappa del mondo di Ibn Hawqal (X secolo)

Visse la sua giovinezza a Baghdad. A causa di un'ingente perdita patrimoniale, iniziò nel 943 un viaggio trentennale nelle regioni dell'Islam.
Nel 973 visitò la Sicilia.
Ritornato a Baghdad nel 976, raccolse le sue impressioni di viaggio nell'opera Kitāb al-masālik wa l-mamālik (Libro delle vie e dei reami), edita a Leida da M. J. de Goeje nel 1873 per la Bibliotheca Geographorum Arabicorum (BGA), ispirata in parte all'omonimo lavoro geografico di al-Istakhri.

## Ṣūrat al-Arḍ
Ibn Hawqal ha basato il suo grande lavoro di geografia, Ṣūrat al-Arḍ, su una revisione e un'espansione del testo chiamato Masālik ul-Mamālik di Istakhri (951 d.C.), che a sua volta era un'edizione rivista del Ṣuwar al-aqālīm di Ahmed ibn Sahl al-Balkhi, (circa 921 d.C.). Tuttavia Ibn Hawqal era più di un editore, era uno scrittore di viaggi che scriveva nello stile seguito successivamente da Abu ʿUbayd al-Bakri nel suo Kitab al-Masālik wa-al-Mamālik, un genere letterario che utilizza rapporti di mercanti e viaggiatori. Ibn Hawqal introduce l'umorismo del X secolo nel suo racconto della Sicilia durante la dinastia kalbita-fatimide. Come fonte primaria la sua geografia medievale tende all'esagerazione e la sua rappresentazione dei cristiani barbari e incivili di Palermo, che riflette la politica prevalente del suo tempo. Eppure i suoi resoconti geografici dei suoi viaggi personali furono considerati e trovati utili dai viaggiatori arabi medievali.
I capitoli sull'Al-Andalus, nella Spagna musulmana, in particolare sulla Sicilia, e l'area riccamente coltivata di Frassineto, descrivono una serie di innovazioni regionali praticate da agricoltori e pescatori musulmani. Il capitolo sull'impero bizantino - conosciuto nel mondo musulmano e chiamato dagli stessi bizantini, le "terre dei romani" - offre la sua osservazione diretta delle 360 lingue parlate nel Caucaso, con la lingua franca che è l'arabo e persiano in tutta la regione. Con la descrizione di Kiev, potrebbe aver menzionato il percorso dei Bulgari del Volga e dei Khazari, che è stato forse preso da Sviatoslav I di Kiev. Pubblicò anche una mappa cartografica del Sindh insieme ai resoconti della geografia e della cultura del Sindh e del fiume Indo.